# Noord-Oost-Friesche Autobusonderneming
De N.V. Noord-Oost-Friesche Autobusonderneming (NOF), opgericht in 1938 te Aalsum, maar al spoedig gevestigd te Dokkum, was een streekvervoeronderneming, die tot 1 april 1971 openbaar vervoer per autobus verzorgde in de noordoostelijke hoek van de Nederlandse provincie Friesland.

## Geschiedenis
De oprichting was het resultaat van de samenvoeging van een groot aantal kleine autobusfirma's:
- Van der Mei & Co. te Dokkum
- Jelle Jansen te Dokkum
- W. Holwerda te Anjum, geassocieerd met Weidenaar te Oosternijkerk
- Sytze Woudstra te Oenkerk
- Wed. P. Tienstra-Aalsma te Akkerwoude

Na korte tijd kwamen daar nog bij:
- Tadema te Birdaard
- Sprietsma te Dokkum

Onder druk van de rijksoverheid, die concentratie in het streekvervoer nastreefde, zagen deze bedrijven in dat hun voortbestaan in gevaar kwam als zij nog langer aparte bedrijfjes zouden blijven. Alleen een sterk streekvervoerbedrijf kon met succes het vervoer overnemen van de spoorlijn Leeuwarden - Anjum (het Dokkumer Lokaaltje) via Stiens, Holwerd en Dokkum, die in 1935-36 voor reizigersvervoer was gesloten. In het begin van de Tweede Wereldoorlog keerden de treinen even terug, maar niet voor lang, zodat de NOF onder steeds moeilijker omstandigheden het vervoer gaande moest houden. 
De voormalige firmanten verkochten per 1 januari 1942 hun aandelen aan de ATO, de dochteronderneming die de Nederlandse Spoorwegen had opgericht om meer invloed in het streekvervoer te verkrijgen. In 1944 werd aan de NOF een gedeelte van de NADO - ook een ATO-dochter - toegevoegd (het andere Friese deel ging naar de NTM en het Groninger deel naar de GADO).
Na de bevrijding verdween de ATO van het toneel en werd de NOF een rechtstreekse dochteronderneming van de NS. Het vervoergebied omvatte het noordoostelijk deel van Friesland, begrensd door de Waddenzee, de toenmalige Lauwerszee en de grens met de provincie Groningen. Ook werden aansluitende busdiensten gereden naar de veerbootdiensten naar de Waddeneilanden: richting Ameland via de route Leeuwarden - Holwerd (in 1942 overgenomen van de LAB) en richting Schiermonnikoog via Oostmahorn. In de jaren zestig kreeg de NOF ook de autobusdiensten op drie eilanden zelf in handen door de overname van de firma's Soepboer op Schiermonnikoog in 1962, Wagenaar en Hollumer Autobus Onderneming (HABO) op Ameland in 1967 en Cupido op Terschelling in 1969. De NOF was ook actief in het touringcarvervoer en had zich - met de andere Friese vervoerders NTM, ZWH, LAB en LABO - aangesloten bij het reisbureau Cebuto.
Hoewel de NOF binnen het NS-concern een relatief klein bedrijf was, vond geen integratie plaats met de naburige, veel grotere NS-dochter NTM. Dat gebeurde pas in 1971, toen NOF en NTM samen opgingen in de nieuw opgerichte Friese Autobus Maatschappij (FRAM). Daartoe verkreeg de NOF de aandelen van de LABO, die zelf eigenaar werd van de LAB. De naam NOF behoorde per 1 april 1971 tot het verleden.

## Bedrijfskleur
Tot in het begin van de jaren vijftig waren de bussen van de NOF wit met donkerrood. Dit was eerder de bedrijfskleur van de voormalige firmant Van der Mei. Daarna kregen de NOF-bussen een groene kleur, maar aan het eind van de jaren zestig werd overgegaan op donkerblauw. Daarmee gaf de NOF - hoewel een NS-dochter - blijk van eigenzinnigheid, want in dezelfde periode koos de grote meerderheid van de streekvervoerbedrijven, inclusief de NTM, voor de kleur geel als kenmerkend voor het openbaar-vervoer in Nederland. De blauwe periode bij de NOF duurde niet lang, want de nieuw gevormde FRAM nam, geheel in lijn met het NS-beleid, vanaf het begin de gele kleur aan.

## Museumbus
Het Noordelijk Bus Museum te Winschoten (nu het Nationaal Bus Museum te Hoogezand) beheerde een van het vervoerbedrijf Westnederland overgenomen Leyland-Verheul LVB668 standaardstreekbus uit 1968, die ter herinnering aan de NOF de blauwe kleur van dit bedrijf en het NOF-nummer 1121 gekregen had. Deze bus werd na een aanrijding total loss verklaard en in 2014 gesloopt.